# Elburg van den Boetzelaer
Elburg(a) van den Boetzelaer, ook Elburg van Langerak (circa 1510 – Rijnsburg, 9 maart 1568) was abdis van de benedictijner abdij van Rijnsburg.

## Biografie
Van den Boetzelaer was een dochter van Rutger van Boetzelaer en Bertha van Arkel. Op 10-jarige leeftijd deed zij haar intrede in de vrouwenabdij van Rijnsburg, waar vooral adellijke vrouwen deel van uitmaakten. In 1549 werd zij eerste priores, ze was daarvoor al subpriores. In 1553 werd zij door Karel V benoemd tot abdis van deze abdij. 

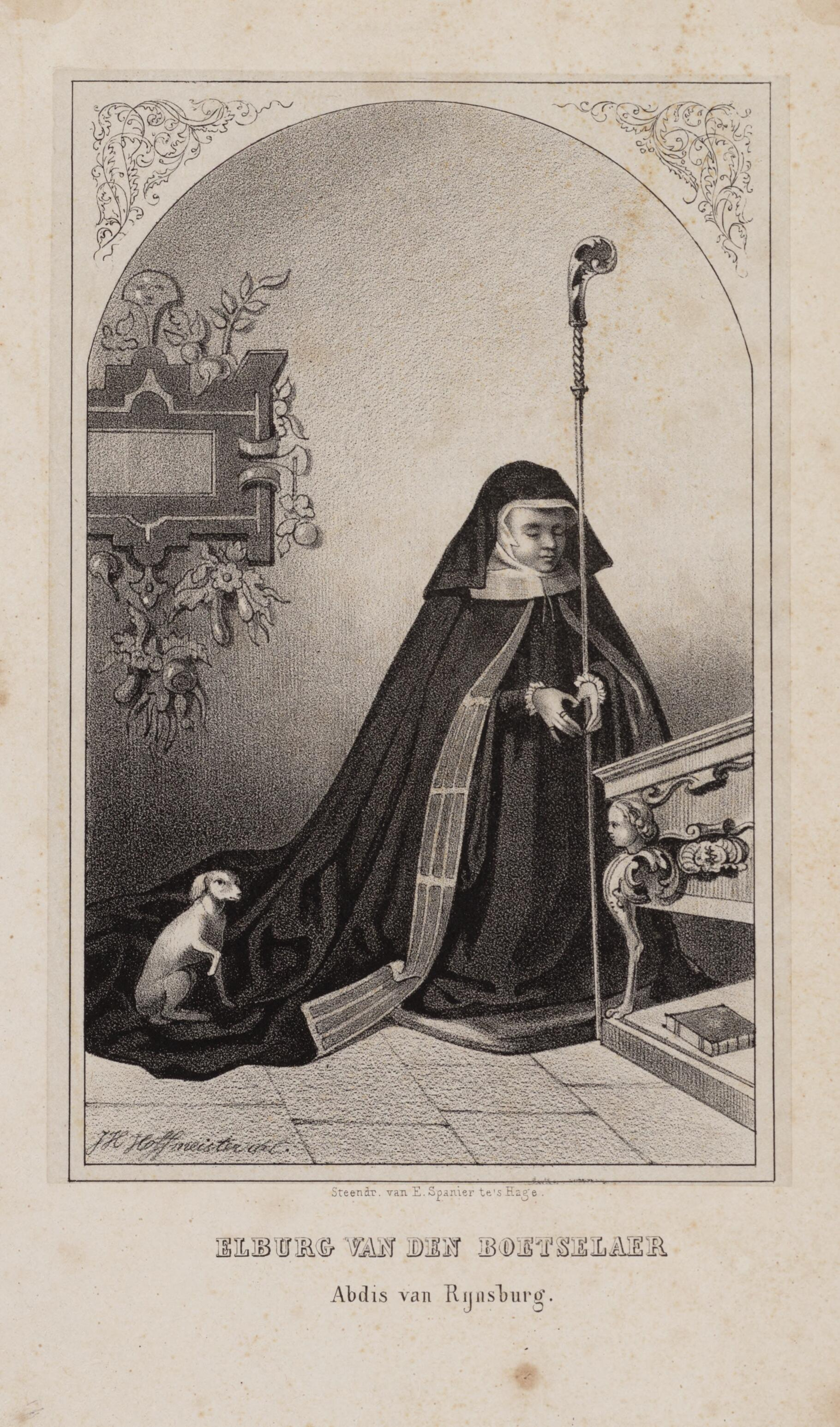
Elburg van den Boetzelaer

Zij was de schenkster van een in 1559-1561 door Wouter Crabeth vervaardigd gebrandschilderd glas in de Grote of Sint-Janskerk in Gouda met de voorstelling "Koning Salomo en de koningin van Sheba". Met dit glas toonde zij symbolisch haar verbondenheid met koning Philips II, waarbij zij zichzelf met de koningin van Sheba identificeerde. Aan de onderzijde van het glas staat zij als schenkster afgebeeld. 
In 1566 liet ze de heiligenbeelden in de abdij verwijderen en zorgde ze voor calvinistische predicaties binnen de muren.
Na haar overlijden in maart 1568 werd zij in de abdijkerk bijgezet.